# Asahikawa
Asahikawa (jap. 旭川市 Asahikawa-shi) – miasto w Japonii, na wyspie Hokkaido w podprefekturze Kamikawa. Miasto ma powierzchnię 747,66 km². W 2020 r. mieszkało w nim 329 306 osób, w 155 625 gospodarstwach domowych  (w 2010 r. 347 095 osób, w 153 986 gospodarstwach domowych) .
W mieście znajduje się stacja kolejowa Asahikawa oraz port lotniczy
W mieście rozwinął się przemysł chemiczny, maszynowy, włókienniczy, drzewny, papierniczy oraz spożywczy. W Asahikawie znajduje się obserwatorium astronomiczne oraz skansen Ajnów.

## Historia
- 1900: wioska (jap. 村) Asahikawa zyskuje status małego miasta (jap. 町)
- 1922: Asahikawa staje się dużym miastem (jap. 市)
- 1 kwietnia 2000: Asahikawa zostaje ustanowiona miastem oznaczonym

## Miasta partnerskie
- Stany Zjednoczone: Bloomington, Normal
- Korea Południowa: Suwon
- Rosja: Jużnosachalińsk
- Chiny: Harbin